# Santiago Varese Nafá
Santiago Varese Nafá (San Juan, Argentina, 21 de septiembre de 1994) es un jugador de fútbol que juega en el Club de Futbol Peralada de la Tercera División RFEF española.

## Características
Se trata de un jugador que defensivo que actualmente actúa como central o lateral.

## Carrera deportiva
Ha desarrollado todo su formación en el futbol base de España, destacando el haber jugado en su etapa juvenil en el Juvenil División de Honor del Girona F.C.
En su etapa adulta, ha jugado en equipos españoles de 3a RFEF y 2a RFEF, como  la U. E. Figueres, UE Vilassar, Cerdanyola del Vallès Futbol Club, y en 2018 jugó en el USD G. Urbino Taccola de Italia.
Ha celebrado dos ascensos consecutivos a 3a RFEF con FC Martinenc y UE Vilassar, en 2018 y 2019.
En 2022 jugó el playoff de ascenso a 2a RFEF con su club actual.
Actualmente está jugando su 3r temporada en el CF Peralada.